# Miguel García-Baró
Miguel García-Baró (Madrid, 13 de maig de 1953) és un filòsof espanyol. Format a Madrid i a Mainz, ha sigut professor de la Universitat Complutense de Madrid i de la Universitat Pontifícia de Comillas, a més de professor convidat en diverses universitat d'Europa i Amèrica. Entre els seus llibres destaquen La verdad y el tiempo, Sentir y pensar la vida, Sócrates y herederos, De estética y mística i Del dolor, la verdad y el bien.
El seu punt de partida filosòfic se situa en la fenomenologia d'Edmund Husserl; alguns dels seus llibres estan dedicats a l'exposició del pensament d'aquest filòsof. En el seu treball filosòfic es fa present l'obra de Søren Kierkegaard, Emmanuel Lévinas i Michel Henry. També s'ha interessat pel pensament jueu.

## Obra publicada
- La verdad y el tiempo, Salamanca, 1993. ISBN 84-301-1202-2
- Categorías, intencionalidad, y números, Madrid, 1993. ISBN 84-309-2329-2.
- Ensayos sobre lo absoluto, Madrid, 1993. ISBN 84‐87943‐11‐X.
- Edmund Husserl, Madrid, 1997. ISBN 84-7923-116-5.
- Introducción a la teoría de la verdad, Madrid, 1999.
- Vida y mundo. La práctica de la fenomenología, Madrid, 1999. ISBN 84-8164-292-4.
- De Homero a Sócrates. Invitación a la Filosofía. Sígueme, Salamanca, 2004 (Hermeneia 60). ISBN 84-301-1533-1. 206 pp.
- Filosofía Socrática. Sígueme, Salamanca, 2005 (Hermeneia 64). ISBN 84‐301‐1559‐5. 158 pp.
- La Defensa de Sócrates. Comentario filosófico y traducción española del texto de Platón. Sígueme, Salamanca, 2005 (Hermeneia 52 Textos). ISBN 84‐301‐1552‐8. 183 pp.
- Del dolor, la verdad y el bien, Salamanca, 2006. ISBN 84-301-1611-7. 318 pp.
- La compasión y la catástrofe. Ensayos de pensamiento judío, Salamanca, 2007. ISBN 978-84-301-1645-4. 366pp.
- De Estética y Mística. Sígueme, Salamanca, 2007 (Hermeneia 78). ISBN 978-84-301-1659-1. 301pp.
- Pensar la compasión, Madrid, 2008.
- El Bien Perfecto. Invitación a la filosofía platónica. Salamanca, Sígueme, 2008 (Hermeneia 82). ISBN 978-84-301-1681-2. 302 pp.
- Teoría Fenomenológica de la Verdad. Comentario continuo a la primera edición de Investigaciones Lógicas, de Edmund Husserl Tomo I: Prolegómenos a la Lógica Pura. Madrid, Universidad Pontificia Comillas, 2008. (Biblioteca Comillas Filosofía, núm. 2.) ISBN 978-84-8468-245-5. 154 pp.
- Sócrates y herederos. Introducción a la historia de la filosofía occidental. Salamanca, Sígueme, 2009 (Hermeneia 85). ISBN 978-84-301-1712-3. 319 pp.
- Sentir y pensar la vida. Ensayos de fenomenología española. Madrid, Editorial Trotta, 2012. ISBN 978-84-9879-248-5. 221pp.
- Elementos de antropología filosófica. Morelia, México, Jitanjáfora Editorial, 2012. ISBN 978-607-95854-3-3. 229pp.